# Gianfranco De Luca

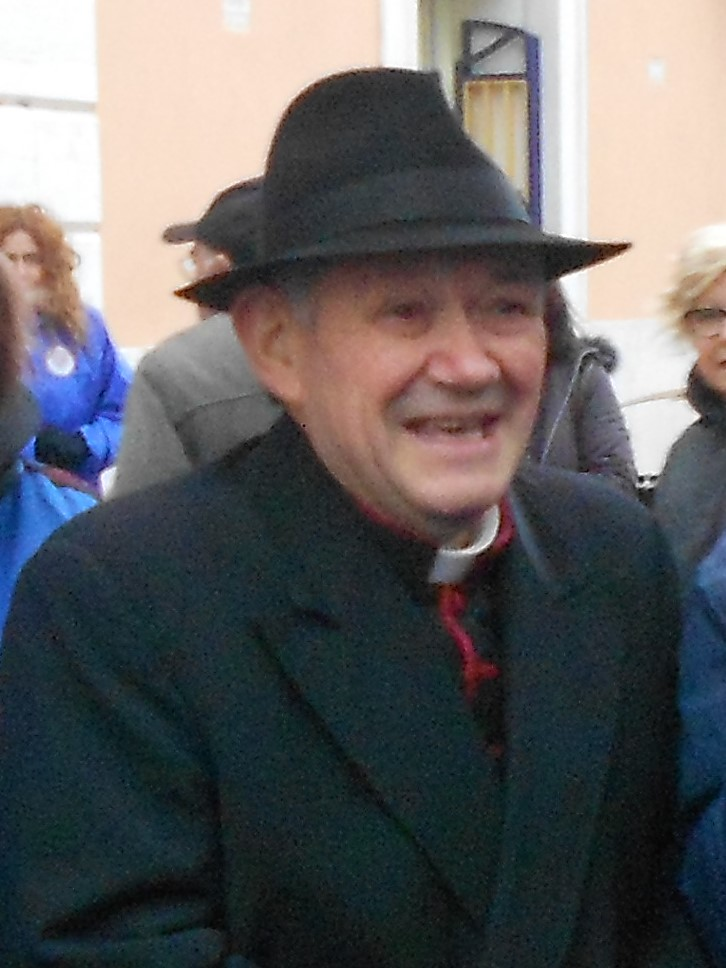
Bischof Gianfranco De Luca (2012)

Bischofswappen von Gianfranco De Luca

Gianfranco De Luca (* 11. September 1949 in Atri, Provinz Teramo) ist ein italienischer römisch-katholischer Geistlicher und emeritierter Bischof von Termoli-Larino.

## Leben
Gianfranco De Luca empfing am 24. August 1974 das Sakrament der Priesterweihe durch den Bischof von Teramo-Atri Abele Conigli. Er war Kanonikus an der Konkathedrale von Atri.
Am 22. April 2006 ernannte ihn Papst Benedikt XVI. zum Bischof von Termoli-Larino. Der Präfekt der Kongregation für die Bischöfe, Giovanni Battista Kardinal Re, spendete ihm am 23. Juni desselben Jahres die Bischofsweihe; Mitkonsekratoren waren der Apostolische Nuntius in Italien, Erzbischof Paolo Romeo, und der Erzbischof von Pescara-Penne, Tommaso Valentinetti.
Papst Franziskus nahm am 7. Dezember 2024 seinen altersbedingten Rücktritt an.